# Lista celor mai înalte biserici ortodoxe din lume

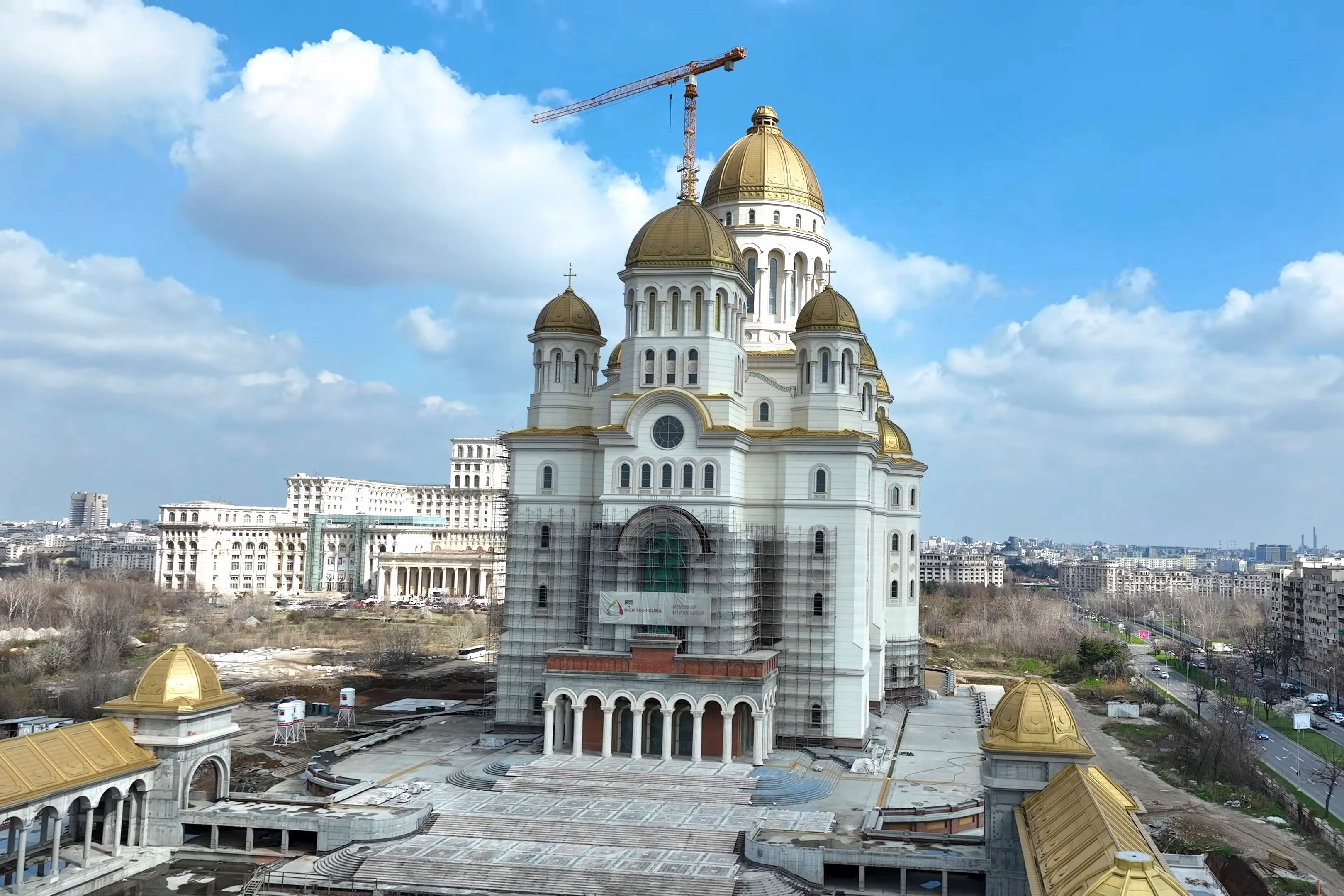
Catedrala Mântuirii Neamului din Dealul Patriarhiei, martie 2024

Lista celor mai înalte biserici ortodoxe din lume clasifică cele mai înalte catedrale, biserici, dar și clopotnițe ortodoxe din lume, cu o înălțime de peste 70 de metri.
În mod tradițional, o biserică ortodoxă este acoperită de unul sau mai multe domuri, pe vârful fiecăruia aflându-se o cruce. Înălțimea totală a construcției este măsurată față de cel mai înalt punct al crucii amplasate deasupra secțiunii structurale principale.
Numărul de cupole ale bisericii servește adesea unui scop simbolic. De exemplu, un singur dom este un simbol al lui Hristos sau al lui Dumnezeu, trei domuri simbolizează Sfânta Treime, cinci domuri simbolizează pe Hristos și cei patru evangheliști.
O biserică ortodoxă poate avea, de asemenea, o clopotniță sau zvoniță, fie ca parte a clădirii principale, fie ca structură separată, de sine stătătoare. De obicei, clopotnița este mai înaltă decât biserica.
Lista este împărțită în două secțiuni, prima clasând cele mai înalte biserici ortodoxe, iar cea de-a doua prezentând cele mai înalte clopotnițe și zvonițe.

## Lista celor mai înalte biserici ortodoxe
| Loc   | Înălțime (m) | Nume | Imagine                                      | Durata construcției | Oraș                       | Țară    | Observații |
|       |              | |                                              |                     |                            |         | |
| ----- | ------------ | --- | -------------------------------------------- | ------------------- | -------------------------- | ------- | --- |
| 1     | 127          | Catedrala Mântuirii Neamului |                                              | 2010-2025           | București                  | România | Cea mai înaltă (127 m), cea mai lungă (126 m) și cea mai mare după volum (323.000 m³) și suprafață (7.200 m²) biserică ortodoxă din lume |
| 2     | 122,5        | Catedrala Sfinții Petru și Pavel din Sankt Petersburg                                                                                                 |                                              | 1712-1733           | Sankt Petersburg           | Rusia   | Clopotnița cu trei niveluri este parte a bisericii. Este acoperită cu o turlă aurită, iar în vârful structurii se află figura unui înger zburător |
| 3     | 103,4        | Catedrala „Hristos Mântuitorul” din Moscova |                                              | 1995-2000           | Moscova                    | Rusia   | Catedrala originală a fost construită în perioada 1839-1883, dar a fost demolată în perioada sovietică la ordinul lui Stalin în 1931. Reconstruită, este catedrala principală și a doua clădire ca mărime a Bisericii Ortodoxe Ruse, având o capacitate de 10.000 de persoane |
| 4     | 101,5        | Sobor prepodóbnogo Isaákia Dalmátskogo |                                              | 1818-1858           | Sankt Petersburg           | Rusia   | O capodoperă a clasicismului târziu. Cea mai mare biserică din Rusia, atât ca volum, cât și ca suprafață. A doua cea mai mare biserică ortodoxă din lume, după volum și suprafață).                                                                                           |
| 5-6   | 95           | Kafedralnîi sobor Preobrajenia Gospodnea |                                              | 2001-2004           | Habarovsk                  | Rusia   | Locația catedralei a fost aleasă de patriarhul Alexei al II-lea al Moscovei în timpul unui zbor cu elicopterul peste Habarovsk |
| 5-6   | 95           | Catedrala principală a forțelor armate ruse | Main temple of the Russian Armed Forces1.jpg | 2018-2020           | Regiunea Moscova           | Rusia   | |
| 7     | 93,7         | Mănăstirea Smolnîi |                                              | 1751-1835           | Sankt Petersburg           | Rusia   | Proiectul inițial includea și o clopotniță separată, de 140 m înălțime, care nu a fost niciodată construită |
| 8     | 90,5         | Catedrala Mitropolitană din Timișoara |                                              | 1934-1946           | Timișoara                  | România | A doua cea mai înaltă biserică din România, situată chiar în centrul orașului Timișoara |
| 9     | 87,1         | Catedrala Sfânta Treime din Tbilisi (în georgiană თბილისის წმინდა სამების საკათედრო ტაძარი, transliterat: Tbilisis tsminda samebis sakatedro tadzari) |                                              | 1995-2002           | Tbilisi                    | Georgia | Catedrala principală a Bisericii Ortodoxe Georgiane |
| 10    | 87           | Kafedralnîi sobor sveatogo blagovernogo kneazea Aleksandra Nevskogo                                                                                   |                                              | 1867-1880           | Nijni Novgorod             | Rusia   | Situată la confluența râului Oka cu fluviul Volga. Ridicată pentru comemorarea vizitei țarului Alexandru al II-lea al Rusiei în târgul Nijni Novgorod |
| 11    | 85           | Catedrala Sfânta Treime din Baia Mare |                                              | 2003-2025           | Baia Mare                  | România | Cea mai înaltă catedrală din Maramureș, încă nefinalizată |
| 12    | 85           | Kafedralnîi sobor Blagoveșcenia Presveatoi Bogorodițî                                                                                                 |                                              | 1998-2009           | Voronej                    | Rusia   | Construită în stilul renascentist rusesc în grădina Pervomaisky |
| 13    | 82           | Catedrala Nașterea Domnului din Suceava |                                              | 1991-2015           | Suceava                    | România | Ridicată în zona Mărășești-Zamca, în apropierea centrului orașului. Cea mai înaltă catedrală din Moldova |
| 14    | 81           | Sobor Voskresenia Hristova na Krovi |                                              | 1883-1907           | Sankt Petersburg           | Rusia   | Numele („Catedrala Învierii lui Hristos pe Sânge”) se referă la sângele țarului Alexandru al II-lea al Rusiei, care a fost asasinat în acel loc în 1881 |
| 15-16 | 80           | Sobor Sveatoi Jivonacealnoi Troițî leib-gvardii Izmailovskogo polka                                                                                   |                                              | 1828-1835           | Sankt Petersburg           | Rusia   | Cupola a fost reconstruită după un incendiu din 2006 |
| 15-16 | 80           | Sveato-Blagovіșcenski kafedralni sobor |                                              | 1888-1901           | Harkov                     | Ucraina | În 1997, un incendiu a afectat cupola și crucea clopotniței. În ianuarie 2024, catedrala a fost avariată de un atac cu rachete rusești, în timpul invaziei ruse a Ucrainei |
| 17    | 79           | Catedrala Sfântul Sava din Belgrad |                                              | 1935-2004           | Belgrad                    | Serbia  | Ridicată pe locul unde se crede că rămășițele Sfântului Sava au fost arse în 1595, din ordinul lui Sinan Pașa |
| 18    | 78           | Kafedralnîi sobor Troițî Jivonacealnoi |                                              | 1682-1699           | Pskov                      | Rusia   | Ridicată în cetatea Pskov („Pskovsky Krom”), la confluența râurilor Velikaia și Pskova |
| 19    | 78           | Mănăstirea Săpânța-Peri |                                              | 1998-2003           | Săpânța                    | România | Cea mai înaltă biserică de lemn din lume |
| 20-21 | 77           | Kafedralnîi sobor Troițî Jivonacealnoi Nikolo-Ugreșski stavropigialnîi mujskoi monastîr                                                               |                                              | 1880-1894           | Dzerjinsky                 | Rusia   | Mănăstirea a fost frecvent vizitată în tinerețe de viitorul țar Petru I. Catedrala este clădirea principală a mănăstirii și poate găzdui aproximativ 7.000 de persoane |
| 20-21 | 77           | Kafedralnîi sobor Kazanskoi ikonî Bojiei Materi |                                              | 1843-1847           | Stavropol                  | Rusia   | Situată în cel mai înalt punct al orașului, a fost distrusă de sovietici în anii 1930 și reconstruită pe vechea fundație în perioada 2004-2012 |
| 22    | 75,6         | Kafedralnîi sobor Troițî Jivonacealnoi |                                              | 1836-1857           | Morșansk, Regiunea Tambov  | Rusia   | |
| 23-25 | 75           | Biserica Înălțarea Domnului din Bacău |                                              | 1991-2018           | Bacău                      | România | Crucea principală, de 7 m înălțime, este cea mai mare din România |
| 23-25 | 75           | Kafedralnîi sobor Uspenia Presveatoi Bogorodițî |                                              | 1699—1710           | Astrahan                   | Rusia   | Situată în cetatea Astrahan („Astrahanski kreml”) |
| 23-25 | 75           | Arhanghelo-Mihailovski sobor |                                              | 1994-2002           | Cerkasî                    | Ucraina | Clopotnița de 136 m înălțime, aflată în construcție, va depăși înălțimea clopotniței Catedralei Sfinții Petru și Pavel din Sankt Petersburg, cea mai înaltă din lume |
| 26    | 74,7         | Kafedralnîi sobor Voznesenia Gospodnea |                                              | 1805-1905           | Novocerkassk               | Rusia   | Catedrala Armatei cazacilor de pe Don |
| 27-28 | 74           | Hram-pameatnik v cest Vseh Sveatîh i v pameat bezvinno ubiennîh vo Otecestve nașem                                                                    |                                              | 2006-2008           | Minsk                      | Belarus | Biserică-monument cu hramul Tuturor Sfinților și în amintirea celor care au pierit pe nedrept |
| 27-28 | 74           | Kafedralnîi sobor Voznesenia Gospodnea |                                              | 1845-1889           | Eleț                       | Rusia   | |
| 29    | 73           | Kafedralnîi sobor Hrista Spasitelea |                                              | 2004-2006           | Kaliningrad                | Rusia   | Ridicată în piața centrală a orașului |
| 30    | 71,6         | Kafedralnîi sobor Kazanskoi ikonî Bojiei Materi |                                              | 1801-1811           | Sankt Petersburg           | Rusia   | Conform dorinței țarului Pavel I, catedrala a fost modelată după Bazilica Sfântul Petru din Roma |
| 31    | 70,6         | Stavropigialnîi morskoi sobor Nikolaia Ciudotvorța |                                              | 1902-1913           | Kronstadt                  | Rusia   | Catedrala a fost proiectată foarte înaltă pentru a servi drept punct de reper pentru cei de pe mare |
| 32-33 | 70           | Sobor Petra i Pavla |                                              | 1894-1904           | Peterhof, Sankt Petersburg | Rusia   | Modelată după Catedrala Sfântul Vasile din Moscova, dar cu o formă mai piramidală |
| 32-33 | 70           | Aleksandro-Nevski sobor |                                              | 1818-1823           | Ijevsk                     | Rusia   | În 1929, catedrala a fost închisă, clopotnița a fost distrusă, iar catedrala a fost transformată în club. A fost restaurată în perioada 1992-1993 |

## Lista celor mai înalte clopotnițe ortodoxe
| Loc   | Înălțime (m) | Nume                                                                                 | Imagine | Durata construcției        | Oraș                                                              | Țară    | Observații |
|       |              |                                                                                      |         |                            |                                                                   |         | |
| ----- | ------------ | ------------------------------------------------------------------------------------ | ------- | -------------------------- | ----------------------------------------------------------------- | ------- | --- |
| 1     | 122,5        | Catedrala Sfinții Petru și Pavel din Sankt Petersburg                                |         | 1712-1733                  | Sankt Petersburg                                                  | Rusia   | Clopotnița cu trei niveluri este parte a bisericii. Este acoperită cu o turlă aurită, iar în vârful structurii se află figura unui înger zburător                    |
| 2     | 107          | Kazanski Bogorodicinîi monastîr                                                      |         | 2009-2011                  | Tambov                                                            | Rusia   | Cea mai înaltă structură creștină din Districtul Federal Central al Rusiei                                                                                           |
| 3     | 106          | Sobor Voskresenia Hristova                                                           |         | 1810-1832                  | Șuia                                                              | Rusia   | Clopotniță ortodoxă de sine stătătoare, cea mai înaltă din Regiunea Ivanovo                                                                                          |
| 4     | 97           | Kafedralnîi sobor Blagoveșcenia Presveatoi Bogorodițî                                |         | 1998-2009                  | Voronej                                                           | Rusia   | |
| 5     | 96,52        | Velika lavrska dzvіnițea                                                             |         | 1731-1745                  | Kiev                                                              | Ucraina | Ridicată în complexul mănăstiresc Kievo-Pecerska lavra |
| 6     | 93,72        | Țerkov Petra i Pavla                                                                 |         | 1767-1768                  | Poreciie-Rîbnoe, Regiunea Iaroslavl                               | Rusia   | Cea mai înaltă clopotniță din zona rurală din Rusia |
| 7     | 93,7         | Kafedralnîi sobor Preobrajenia Gospodnea                                             |         | 1797-1804                  | Rîbinsk                                                           | Rusia   | Clopotniță cu cinci niveluri încoronată de o turlă aurită |
| 8     | 93           | Nikolo-Ugreșski stavropigialnîi mujskoi monastîr                                     |         | 1758-1763, refăcut în 1859 | Dzerjinski                                                        | Rusia   | Turnul-clopotniță este adiacent celorlalte clădiri ale mănăstirii |
| 9     | 90,34        | Nikolo-Berliukovski monastîr                                                         |         | 1895-1899                  | Avdotiino, Regiunea Moscova                                       | Rusia   | |
| 10    | 89,5         | Sobor Uspіnnea Presveatoї Bogorodițі                                                 |         | 1821-1841                  | Harkov                                                            | Ucraina | |
| 11    | 88           | Sveato-Troițkaia Sergieva lavra                                                      |         | 1740-1770                  | Serghiev Posad                                                    | Rusia   | Clopotniță cu cinci niveluri |
| 12    | 87           | Țerkov Sveatîh jion-mironosiț                                                        |         | 1818-1842                  | Kaluga                                                            | Rusia   | Din anul 1942, clopotnița a servit ca turn de apă, fiind instalat un rezervor metalic cu o capacitate de c. 500 de tone. În 1990, turnul a fost retrocedat bisericii |
| 13    | 83,2         | Kafedralnîi sobor Uspenia Presveatoi Bogorodițî                                      |         | 1789-1840                  | Reazan                                                            | Rusia   | Situată în cetatea Reazan („Reazanski kreml”) |
| 14    | 82           | Kafedralnîi sobor Vseh Sveatîh                                                       |         | 1776-1825                  | Tula                                                              | Rusia   | |
| 15    | 81,6         | Sveato-Troițki monastîr                                                              |         | 1584                       | Alatîr, Ciuvașia                                                  | Rusia   | Turnul-clopotniță este inclus în Cartea Recordurilor Rusă |
| 16-17 | 81           | Kolokolnea Ivana Velikogo                                                            |         | 1532-1543                  | Moscova                                                           | Rusia   | Situat în Piața Catedralei, în Kremlinul din Moscova |
| 16-17 | 81           | Sveato-Uspenskaia Sarovskaia pustîn                                                  |         | 1789-1799                  | Sarov                                                             | Rusia   | |
| 18    | 79,9         | Kafedralnîi sobor Uspenia Presveatoi Bogorodițî                                      |         | c. 1910                    | Astrahan                                                          | Rusia   | Clopotnița este situată în cetatea Astrahan („Astrahanski kreml”) |
| 19    | 79,5         | Țerkov Ioanna Predteci                                                               |         | 1891-1895                  | Ivanova Gora (Proletarsky), districtul Serpuhov, Regiunea Moscova | Rusia   | |
| 20    | 78,5         | Kafedralnîi sobor Sofii Premudrosti Bojiei                                           |         | 1869-1870                  | Vologda                                                           | Rusia   | Clopotele turnului au fost realizate de clopotari olandezi, ruși și germani în sec. XVII, XVIII și XIX                                                               |
| 21    | 78           | Novospasski monastîr                                                                 |         | 1759-1795                  | Moscova                                                           | Rusia   | Mănăstirea a jucat un rol crucial în respingerea atacului tătarilor din Crimeea din 1591.                                                                            |
| 22-24 | 76           | Ioanno-Bogoslovski Poșciupovski monastîr                                             |         | 1901                       | Poșciupovo, Regiunea Reazan                                       | Rusia   | Mănăstirea este situată pe malul drept al râului Oka |
| 22-24 | 76           | Voskresenski sobor                                                                   |         | 1816-1886                  | Kașin, Regiunea Tver                                              | Rusia   | Biserica este în curs de restaurare |
| 22-24 | 76           | Dzvіnițea Sofіiskogo soboru                                                          |         | 1699-1706                  | Kiev                                                              | Ucraina | Restaurată în perioada 1744-1748 |
| 25    | 75,6         | Sobornaia kolokolnea Tobolskogo kremlea                                              |         | 1794-1809                  | Tobolsk                                                           | Rusia   | Singura cetate (kremlin) din Siberia construită din piatră |
| 26-27 | 75           | Kafedralnîi sobor Rojdestva Presveatoi Bogorodițî                                    |         | 1887                       | Rostov pe Don                                                     | Rusia   | Restaurată în perioada 1999-2011 |
| 26-27 | 75           | Kolokolnea bîvșei Nikolskoi țerkvi                                                   |         | 1801-1843                  | Veniov, Regiunea Tula                                             | Rusia   | Biserica a fost demolată în anii 1950, dar clopotnița s-a păstrat |
| 28    | 74,5         | Kaleazinskaia kolokolnea                                                             |         | 1796-1800                  | Kaleazin, Regiunea Tver                                           | Rusia   | Clopotnița se află în mijlocul lacului de acumulare Uglich, care a acoperit centrul vechi al orașului Kaleazin în 1939                                               |
| 29    | 74           | Sobor Bogoiavlenia Gospodnea                                                         |         | 1893-1897                  | Kazan                                                             | Rusia   | În 1902, la al doilea nivel al clopotniței s-a construit o biserică. În 1973, clopotnița a fost renovată                                                             |
| 30    | 72           | Catedrala Schimbarea la Față din Odesa                                               |         | 1999-2001                  | Odesa                                                             | Ucraina | |
| 31-34 | 72           | Novodevici Stavropigialnîi jenski monastîr goroda Moskvî Russkoi pravoslavnoi țerkvi |         | 1690                       | Moscova                                                           | Rusia   | Turnul-clopotniță este format din șase nivele de formă octogonală |
| 31-34 | 72           | Rizopolojenski monastîr                                                              |         | 1813-1819                  | Suzdal                                                            | Rusia   | Turnul clopotniță a fost construit pentru a comemora victoria în invazia franceză în Rusia din 1812                                                                  |
| 31-34 | 72           | Kafedralnîi sobor Gheorgia Pobedonosța                                               |         | 2004-2007                  | Odintsovo                                                         | Rusia   | |
| 31-34 | 72           | Spaso-Preobrajenski Valaamski mujskoi monastîr                                       |         | 1896                       | Valaam                                                            | Rusia   | Mănăstirea este situată în arhipelagul Valaam din Karelia |
| 35    | 70,3         | Serafimo-Diveevski monastîr                                                          |         | 1848-1872                  | Diveyevo, Regiunea Nijni Novgorod                                 | Rusia   | În perioada sovietică, turnul-clopotniță era folosit pentru transmisii TV                                                                                            |
| 36-37 | 70           | Voznesenski monastîr                                                                 |         | 2007-2012                  | Tambov                                                            | Rusia   | Înființată în 1690, biserica a fost închisă în 1925. În 1992 au demarat lucrările de reconstrucție                                                                   |
| 36-37 | 70           | Țerkov Jivonacealnoi Troițî                                                          |         | 1802-1868                  | Gus-Jeleznîi, Regiunea Reazan                                     | Rusia   | |